# Autoserica rufiventris
Autoserica rufiventris är en skalbaggsart som beskrevs av Moser 1924. Autoserica rufiventris ingår i släktet Autoserica och familjen Melolonthidae. Inga underarter finns listade.